# Puente de la Exposición
El puente de la Exposición (en valenciano Pont de l'Exposició y popularmente conocido como "de la Peineta" por el arco que forma su peculiar diseño o "de Calatrava" por su diseñador y arquitecto) se encuentra en la ciudad de Valencia (España). Atraviesa de orilla a orilla el Jardín del Turia, que ocupa el antiguo cauce del río Turia a su paso por la ciudad.

## Historia
Comunica el centro de la ciudad desde la Porta de la Mar, a través de la calle del Justicia, hasta el paseo de la Alameda, justo sobre la estación de MetroValencia que lleva el nombre de Estación de Alameda, a la altura aproximada donde tuvo lugar la Exposición Regional Valenciana de 1909, motivo por el cual adquiere su nombre. 
Inaugurado en 1995, sustituyó a un sobrio puente anterior que a su vez estaba sustituyendo a una hermosa pasarela construida en 1909 para dar un acceso directo a los ciudadanos desde la ciudad hasta la zona de la Exposición Regional. Aquella pasarela fue destruida por la gran riada que sufrió Valencia en 1957.
El actual puente fue diseñado por el ingeniero y arquitecto valenciano Santiago Calatrava en acero de alta resistencia, aunque está recubieto de pintura blanca, y fue construido entre los años 1991 y 1995, al mismo tiempo que en el subsuelo el mismo arquitecto construía la estación de metro, inaugurada al mismo tiempo. 

## Descripción
Descansa sobre un único punto a cada lado, con una descomunal viga ligeramente arqueada que cruza el antiguo cauce del río, hoy Jardín del Turia. Tiene un total 26 metros de anchura y casi 131 metros de longitud.
El arco, que recuerda al gran arco que había en la entrada de la Exposición, tiene una altura de 14 metros y está inclinado 70 grados sobre el plano horizontal, contribuyendo a la estabilidad del puente.
Desde su inauguración contaba con cuatro carriles para tráfico de vehículos motorizados más dos amplias aceras peatonales, una a cada lado, que mantienen el mismo ligero arqueo de la viga central del puente. El sentido del tráfico es dirección nordeste, es decir, desde el centro de la ciudad hacia el paseo de la Alameda. En el año 2017 el carril más próximo al gran arco fue adaptado e inaugurado como parte del gran eje ciclista que conecta el barrio de Benimaclet con el centro de la ciudad y el denominado Anillo Ciclista. 

## Galería

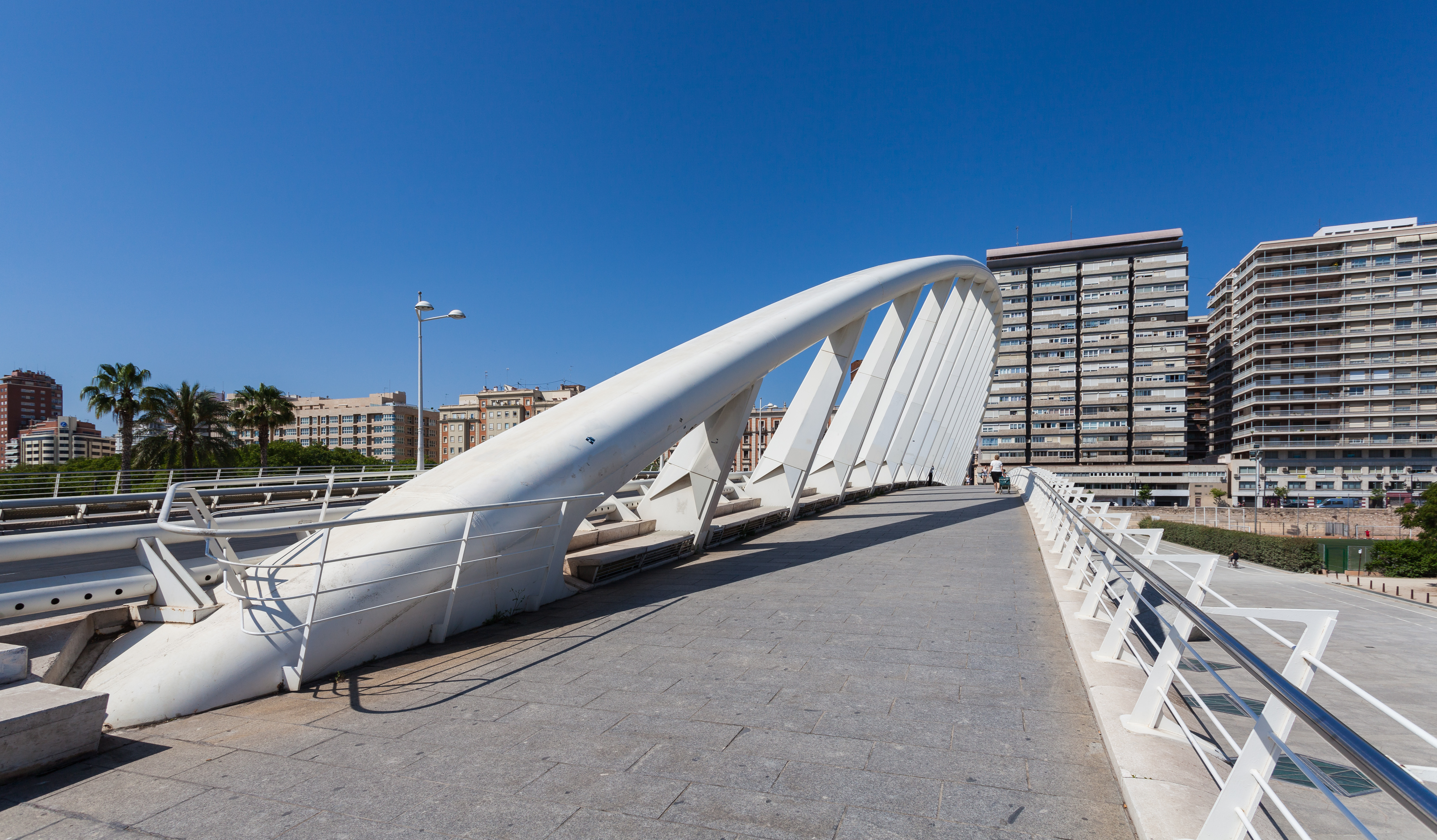
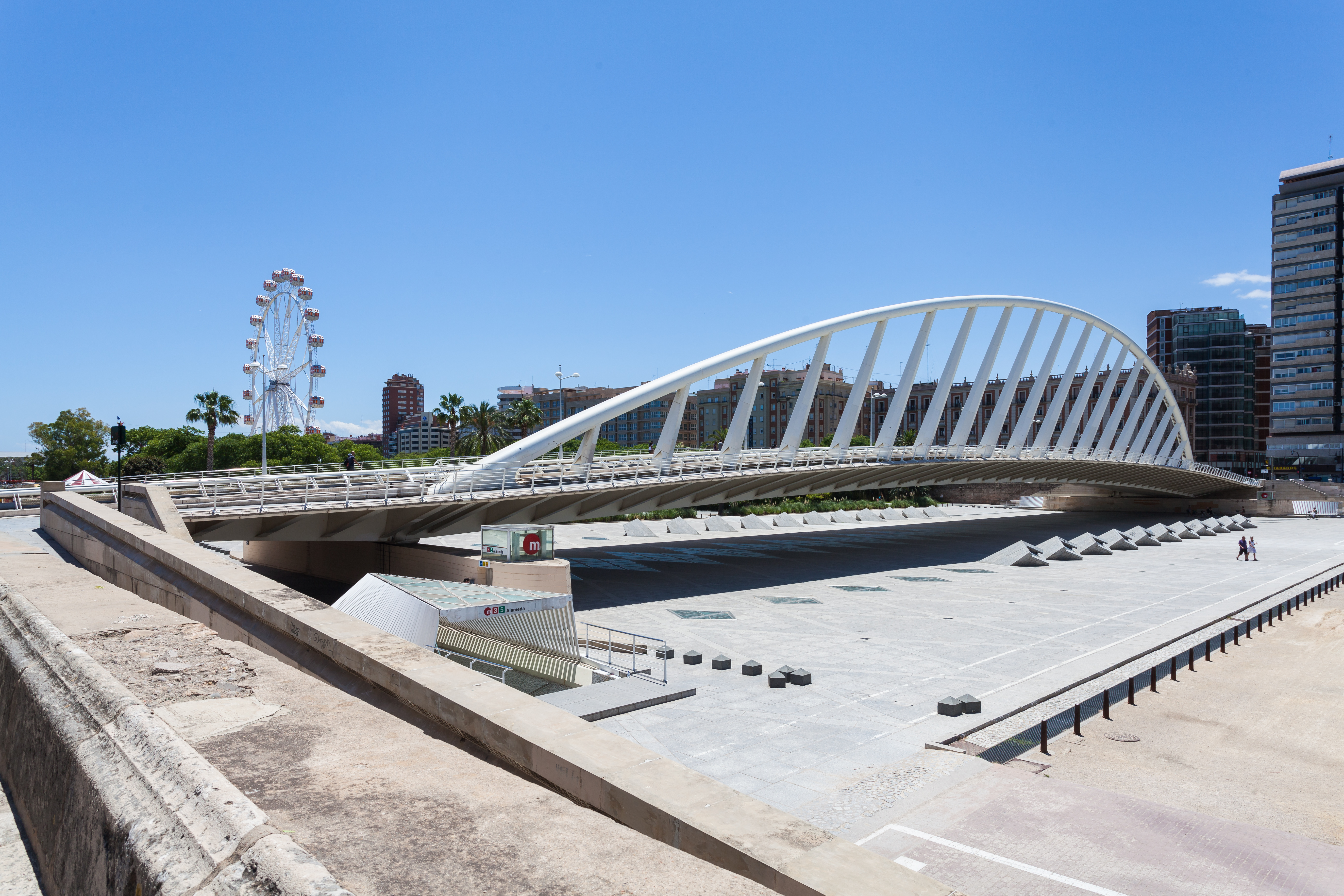
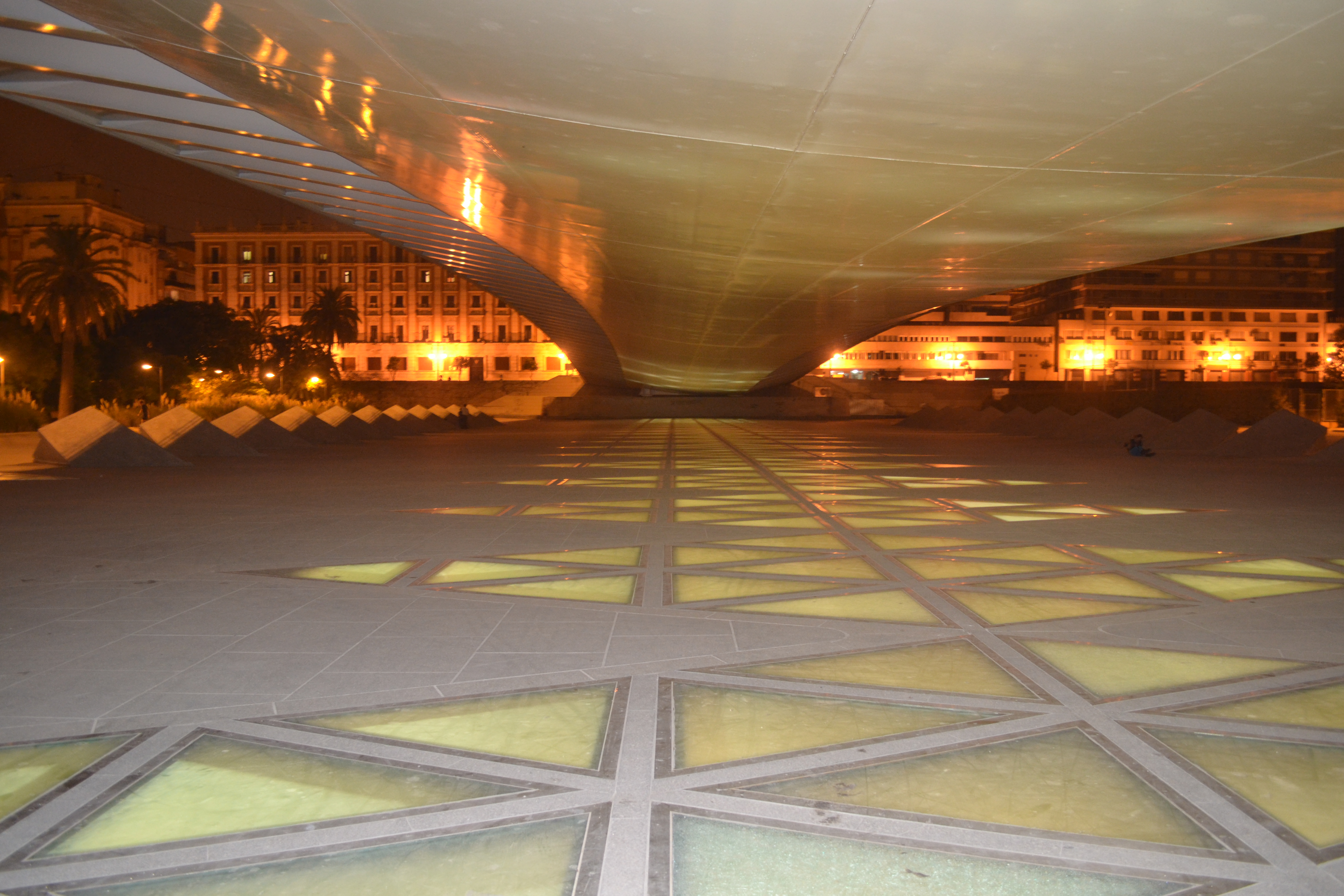
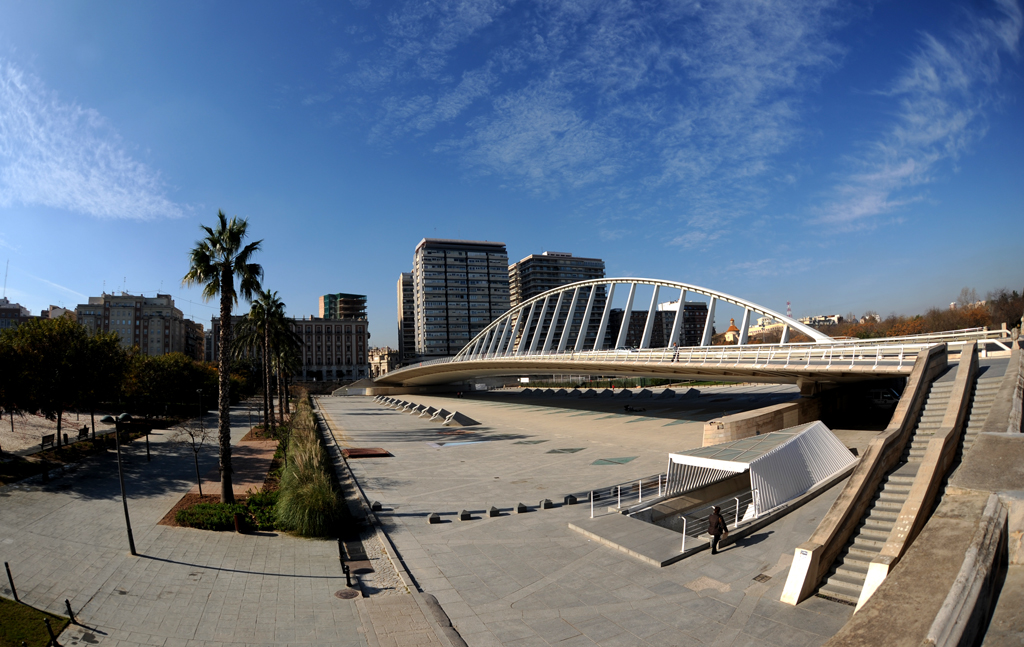

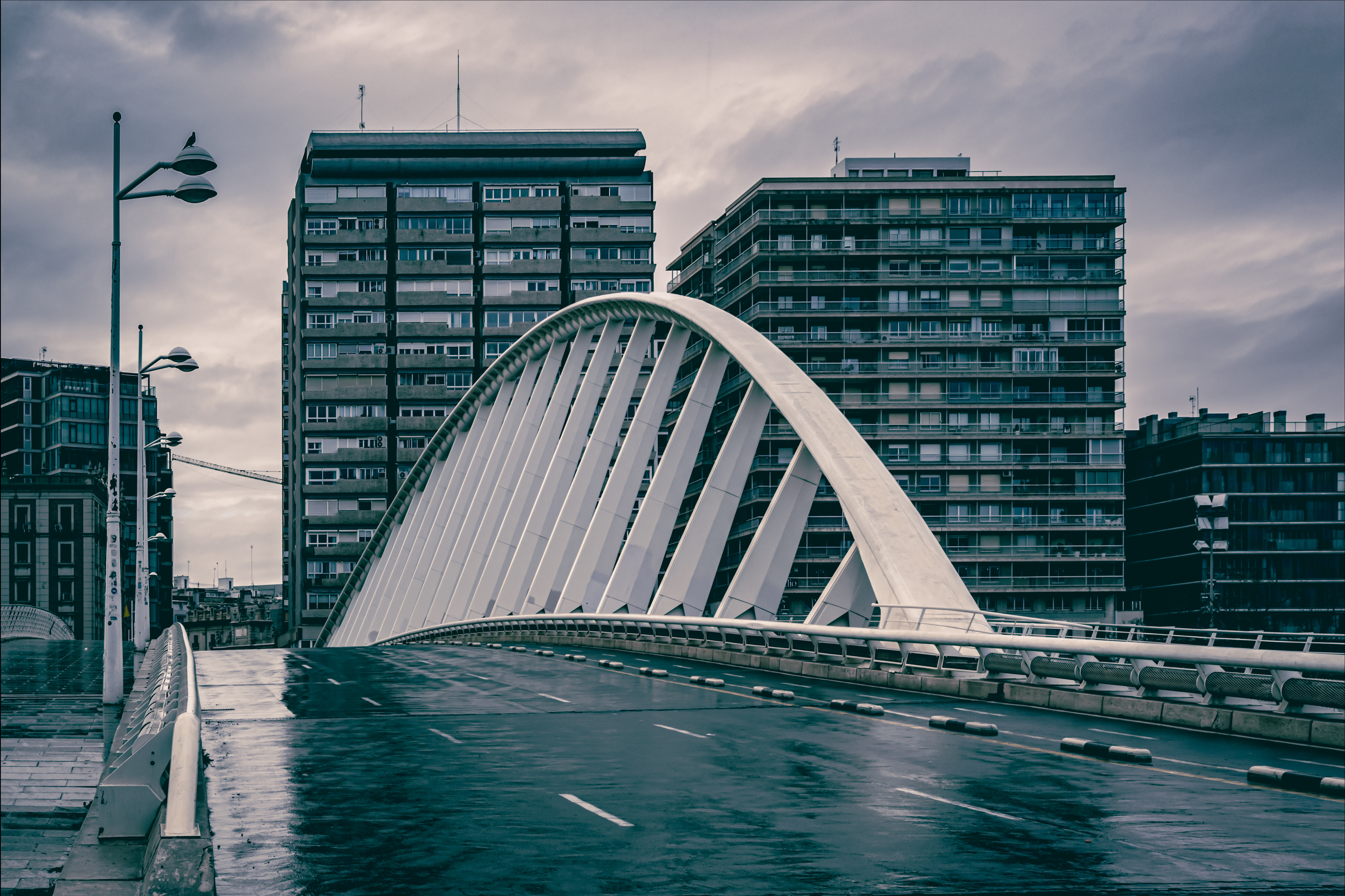
Enero 2025